# Mortimer von Tschirschky-Renard
Francis Mortimer Benno Andreas Karl von Tschirschky-Renard (ur. 17 września 1844 w Kobierzycach koło Wrocławia, zm. 18 marca 1908 we Wrocławiu) – niemiecki wojskowy, dyplomata, polityk oraz dziedzic rodziny von Renard. W latach 1844–1878 nosił tytuł barona von Tschirschky-Reichell.

## Biografia

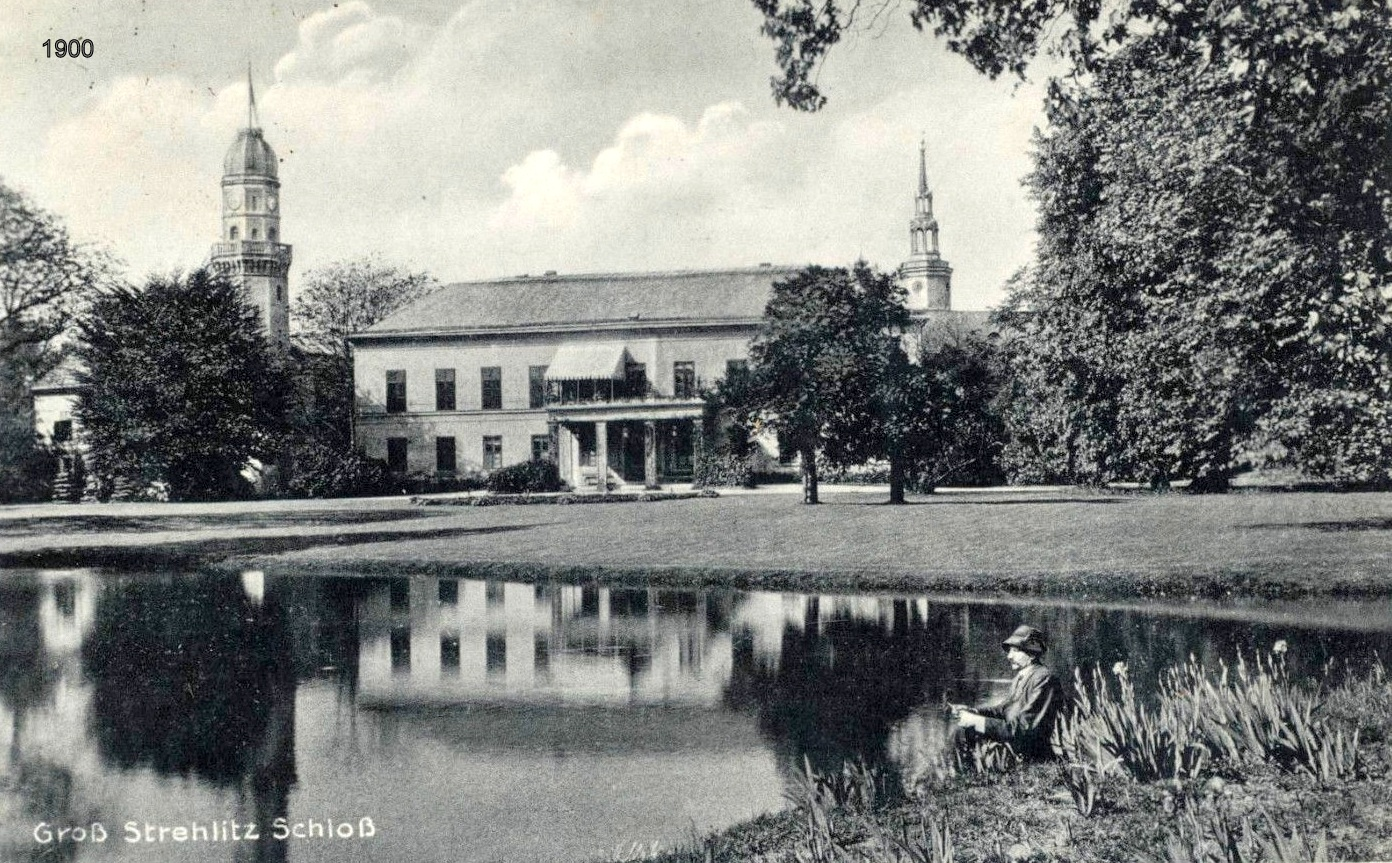
1900: Pałac w Strzelcach Opolskich, własność hrabiego von Tschirschky-Renarda

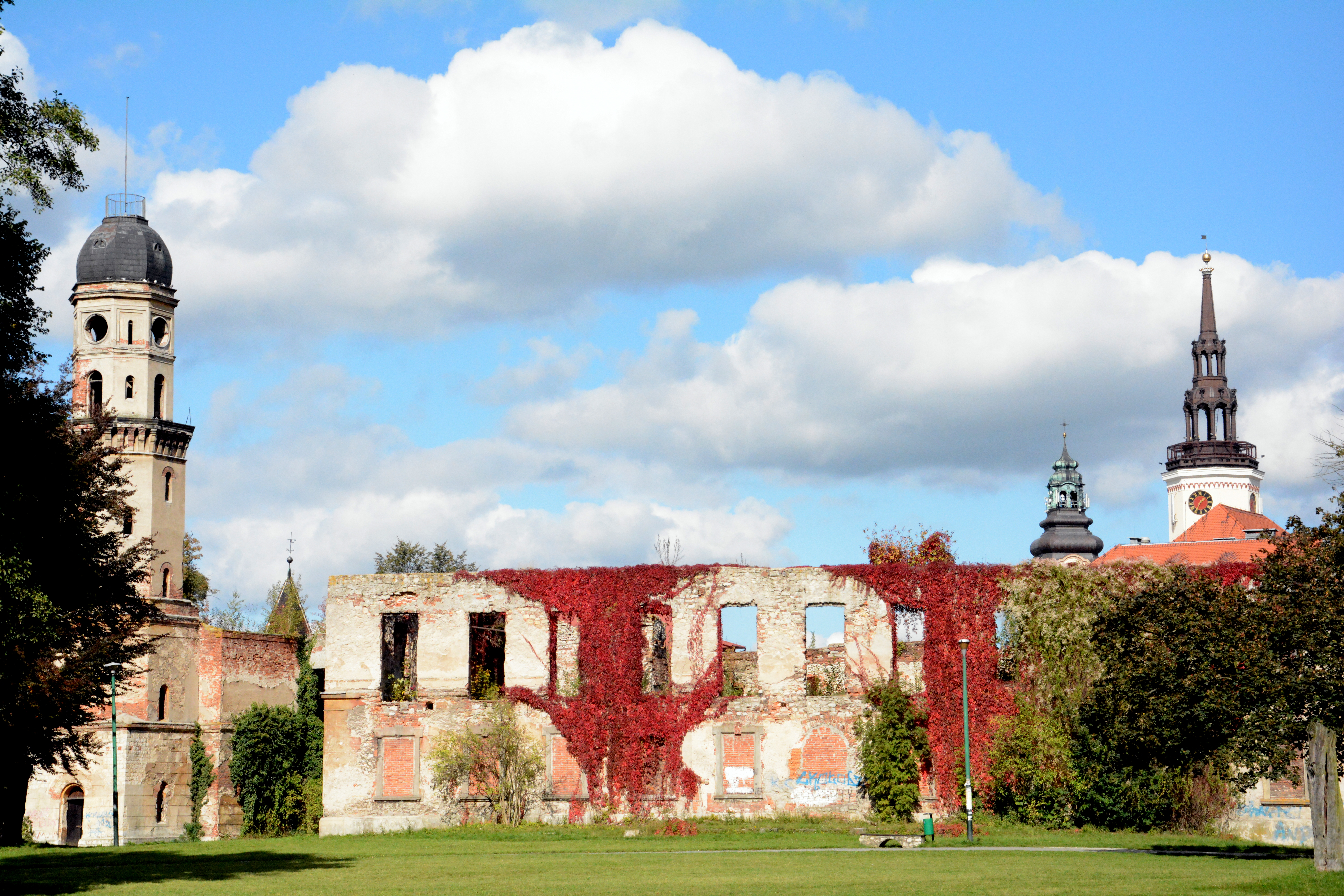
Ruiny zamku w Strzelcach Opolskich w 2013 r.

Mortimer von Tschirschky był synem barona Benno von Tschirschky-Reichella i hrabiny Marii Christine von Renard (1826–1847), córki Andreasa Marii von Renarda. Pochodził z rodziny von Tschirschky. Studiował prawo na Uniwersytecie w Heidelbergu oraz na Uniwersytecie Wrocławskim. W 1867 r. został członkiem korporacji akademickiej Corps Saxo-Borussia Heidelberg. 
W latach 1871–1874 pracował w sądzie okręgowym we Wrocławiu. W 1874 r., po śmierci swojego dziadka Andreasa von Renarda i wuja Johannesa von Renarda, przejął zarząd nad rozległymi majątkami rodzinnymi. W 1878 r. został podniesiony do rangi hrabiego.
W armii pruskiej pełnił funkcję majora w rezerwie. Był także zaangażowany w politykę jako członek partii konserwatywnej. Od 1886 r. do śmierci w 1908 r. był reprezentantem właścicieli ziemskich w Izbie Panów Prus. Był również deputowanym Sejmu Prowincjonalnego Śląska.
W 1897 r. zainicjował ustawę mającą na celu ochronę lasu Grunewald pod Berlinem. Ustawa zyskała poparcie 58 parlamentarzystów oraz dziennika „Die Post”.
Po jego śmierci, jako że nie pozostawił potomstwa, majątek odziedziczyła jego siostra Marie Euphémie Charlotte von Tschirschky-Reichell (1846–1924). Posiadłość w Strzelcach Opolskich przypadła kuzynowi, Karolowi von Brühl-Renardowi. W 1946 r. część nieruchomości została przejęta przez państwo polskie.